# Patrik Blomberg
Patrik Blomberg, född 27 januari 1994, är en svensk professionell ishockeyspelare som spelar för Timrå IK i SHL. Hans moderklubb är Enebybergs IF. 